# Unity Biotechnology
Unity Biotechnology Inc. ist ein US-amerikanisches Pharmaunternehmen mit Sitz in South San Francisco, Vereinigte Staaten.
Die Firma entwickelt Therapeutika für altersbedingte Krankheiten wie Arthrose, Sehverlust und kognitiver Verfall. Sie entwickelt eine Reihe senolytische Medikamente, die seneszierende  Zellen eliminieren und die Produktion des seneszenzassoziierten sekretorischen Phänotyps stoppen. Die Produktpipelines, die auf die Seneszenz der Zellen abzielen, befinden sich in der klinischen Entwicklungsphase. Zu den Hauptproduktkandidaten gehören die senolytischen Moleküle UBX0101 und UBX1967, die für die lokale Behandlung zur Entfernung akkumulierter seneszierender Zellen entwickelt wurden. UBX0101 ist ein Medikamentenkandidat, der für Erkrankungen des Bewegungsapparates gegen Arthrose entwickelt wurde. Es ist ein Inhibitor der MDM2 / p53-Proteininteraktion, der seneszierende Zellen eliminiert. UBX1967 ist auf ophthalmologische Erkrankungen ausgerichtet. Es ist ein senolytischer niedermolekularer Inhibitor spezifischer Mitglieder der Bcl-2-Familie von Apoptose-Regulationsproteinen.

## Börsengang
Das Unternehmen wurde 2011 gegründet und am 3. Mai 2018 an der amerikanischen Börse NASDAQ notiert. Dieser erbrachte 85 Millionen US-Dollar bei einer Marktkapitalisierung von 700 Millionen US-Dollar. Die Aktien von Unity Biotechnology fielen am 17. August 2020 um über 60 Prozent, nachdem das Unternehmen enttäuschende Ergebnisse einer klinischen Studie mit seinem führenden Medikamentenkandidaten UBX0101 bei Patienten mit mittelschwerer bis schwerer schmerzhafter Arthrose gemeldet hatte.